# Gerhard Schmid
Gerhard Schmid (ur. 5 maja 1946 w Straubingu) – niemiecki polityk, biolog i biochemik, poseł do Parlamentu Europejskiego I, II, III, IV i V kadencji (1979–2004).

## Życiorys
Studiował chemię w Monachium i biologię w Ratyzbonie. Specjalizował się w zakresie biochemii. Uzyskał stopień naukowy doktora. Został pracownikiem naukowym Uniwersytetu w Ratyzbonie.
Wstąpił do Socjaldemokratycznej Partii Niemiec, obejmowała różne funkcje w strukturze partii. Przewodniczył SPD w Górnym Palatynacie i Dolnej Bawarii. Działacz związków zawodowych (Vereinte Dienstleistungsgewerkschaft) i licznych organizacji społecznych.
W 1979 z listy SPD uzyskał mandat deputowanego do Parlamentu Europejskiego I kadencji. W 1984, 1989, 1994 i 1999 skutecznie ubiegał się o reelekcję. Był członkiem grupy socjalistycznej, pracował m.in. w Komisji Wolności i Praw Obywatelskich, Sprawiedliwości i Spraw Wewnętrznych. W PE zasiadał do 2004, od 1999 jako jego wiceprzewodniczący.